# Fingerkärpfling
Der Fingerkärpfling (Girardinus microdactylus) ist ein lebendgebärender Zahnkärpfling der Gattung Girardinus.

## Merkmale
Die Männchen werden bis 3,3 cm, die Weibchen bis 6,3 cm lang. Die Färbung des Fingerkärpflings ist gelblich olivgrün mit einem Muster an silbernen Querbänder, die am deutlichsten in der hinteren Körperhälfte zu erkennen sind. Die Schuppen der Seitenlinienreihe haben einen schwarzen Rand, so dass eine kräftiger gefärbte Längslinie entlang der Körperseite erscheint. Bei manchen Männchen tritt Melanismus auf, regelmäßig sind fast schwarze Tiere mit nur wenigen Flecken der ursprünglichen Färbung anzutreffen.

## Verbreitung und Lebensraum
Der Fingerkärpfling ist endemisch auf Kuba. Man findet die Art in ruhigen Flussabschnitten und an den Ufern, gelegentlich auch im schnellen Wasser. Der Schwimmbereich ist am Boden und in mittleren Wassertiefen, gelegentlich an oder nahe der Oberfläche. Girardinus microdactylus rivasi wurde in einem Tümpel auf der Isla de la Juventud nachgewiesen.

## Lebensweise
Die Tiere fressen Diatomeen, Algen, Detritus und Insektenlarven. Sie sind empfindlich gegenüber hohem Chlorgehalt und warmem, trübem, schlecht mit Sauerstoff angereichertem, stehendem Wasser.

## Unterarten
- Girardinus microdactylus microdactylus
- Girardinus microdactylus rivasi Barus & Wohlgemuth 1994[5]